# Drosophila microlabis
Drosophila microlabis este o specie de muște din genul Drosophila, familia Drosophilidae, descrisă de Seguy în anul 1938.
Este endemică în Kenya. Conform Catalogue of Life specia Drosophila microlabis nu are subspecii cunoscute.